# 572 Rebekka
572 Rebekka је астероид главног астероидног појаса. Приближан пречник астероида је 29,63 km,
а средња удаљеност астероида од Сунца износи 2,400 астрономских јединица (АЈ).
Инклинација (нагиб) орбите у односу на раван еклиптике је 10,572 степени, а орбитални период износи 1358,415 дана (3,719 године). Ексцентрицитет орбите астероида износи 0,156.
Апсолутна магнитуда астероида износи 10,94 а геометријски албедо 0,084.
Астероид је откривен 19. септембра 1905. године.